# Francesco Castellacci
Francesco Castellacci de Villanova (Rome, 4 april 1987) is een Italiaans autocoureur.

## Carrière

### Formuleracing
Castellacci begon zijn carrière in het formuleracing in de Formule Azzura Winter Trophy aan het eind van 2005. Hij behaalde twee podiumfinishes en werd zo derde in het kampioenschap. In 2006 nam hij deel aan het hoofdkampioenschap van de Formule Azzura voor het Team Federkarting. Met 24 punten werd hij achtste in de eindstand. Eind dat jaar testte hij voor het eerst een Formule 3-auto voor het team Hitech Racing op de Rockingham Motor Speedway.
In 2007 stapte Castellacci over naar het Britse Formule 3-kampioenschap, waar hij voor Alan Docking Racing reed. Hij scoorde geen kampioenschapspunten en een achttiende plaats op het Croft Circuit was zijn beste race-uitslag. Hij eindigde zodoende op plaats 22 in het klassement. Ook nam hij dat jaar deel aan de Masters of Formula 3, waarin hij op plaats 26 eindigde.
In 2008 stapte Castellacci over naar het Italiaanse Formule 3-kampioenschap en reed hierin voor het team Lucidi Motors. Hij behaalde zes podiumfinishes op het Circuit Mugello (tweemaal), het Autodromo dell'Umbria, het Autodromo Nazionale Monza, het Misano World Circuit en het Autodromo Vallelunga. Met 57 punten werd hij achter Mirko Bortolotti, Edoardo Piscopo en Salvatore Cicatelli vierde in de eindstand.
In 2009 bleef Castellacci actief in de Italiaanse Formule 3, maar stapte hij binnen de klasse over naar het Prema Powerteam. Hij stond enkel op het podium in de eerste race op Misano, waardoor hij met 64 punten achtste werd in het kampioenschap. Daarnaast nam hij deel aan de Masters of Formula 3 voor het team Manor Motorsport, waarin hij dertigste werd.
In 2010 reed Castellacci in zes van de acht weekenden van de Italiaanse Formule 3 voor RC Motorsport. Hij kwam enkel tot scoren met een zesde plaats op Vallelunga, waardoor hij met zes punten achttiende werd in de eindstand.

### GT-racerij
In juni 2010 debuteerde Castellacci in de Porsche Supercup bij Schnabl Engineering Parker Racing in de race op het Valencia Street Circuit. Later dat jaar reed hij ook de races op Silverstone en Monza voor Sanitec Giltrap Racing. Een vijftiende plaats op Silverstone was zijn beste resultaat.
In 2011 stapte Castellacci over naar de FIA GT3, waarin hij samen met Federico Leo een duo vormde bij het team AF Corse. Zij behaalden een overwinning op Silverstone en eindigden ook op het Autódromo Internacional do Algarve, het Circuit Paul Ricard en de Slovakiaring op het podium. Met 111 punten werden zij gekroond tot kampioenen in de klasse.
In 2012 bleef Castellacci actief bij AF Corse, maar nu in de FIA GT1, waar hij een team vormde met Enzo Ide. Twee vijfde plaatsen op het Circuit Paul Armagnac en Donington Park waren hun beste race-uitslagen. Met 42 punten werden zij veertiende in de eindstand.
In 2013 reed Castellacci drie races in de Blancpain Endurance Series en vier races in de Internationale GT Open, maar kwam in beide kampioenschappen niet tot scoren. In 2014 bleef hij actief in beide kampioenschappen. In de Endurance Series behaalde hij twee podiumplaatsen op Monza en Paul Ricard, waardoor hij tweede werd in de Pro-Am Cup. In de GT Open was een vijfde plaats op de Hungaroring zijn beste resultaat in de GTS-klasse. Tevens reed hij voor AF Corse in twee races van de European Le Mans Series (ELMS) op het Autodromo Internazionale Enzo e Dino Ferrari en Paul Ricard.
In 2015 reed Castellacci een dubbel programma bij AF Corse. Hij keerde terug in de ELMS en debuteerde in het FIA World Endurance Championship (WEC). In de ELMS behaalde hij twee zeges op Imola en de Red Bull Ring, waardoor hij samen met Stuart Hall tweede werd in de GTC-klasse met 81 punten. In het WEC reed hij in de LMGTE Am-klasse met Hall als teamgenoot, waarin een vierde plaats in de 6 uur van Silverstone zijn beste race-uitslag was. Met 54 punten werd hij negende in de eindstand.
In 2016 stapte Castellacci over naar de Michelin GT3 Le Mans Cup, waarin hij met Thomas Flohr opnieuw bij AF Corse reed. Twee vierde plaatsen op Imola en de Red Bull Ring waren zijn beste resultaten, zodat hij met 34 punten zevende werd. Daarnaast reed hij in twee races van de GT Open op het Autódromo do Estoril en werd twee keer vijfde.

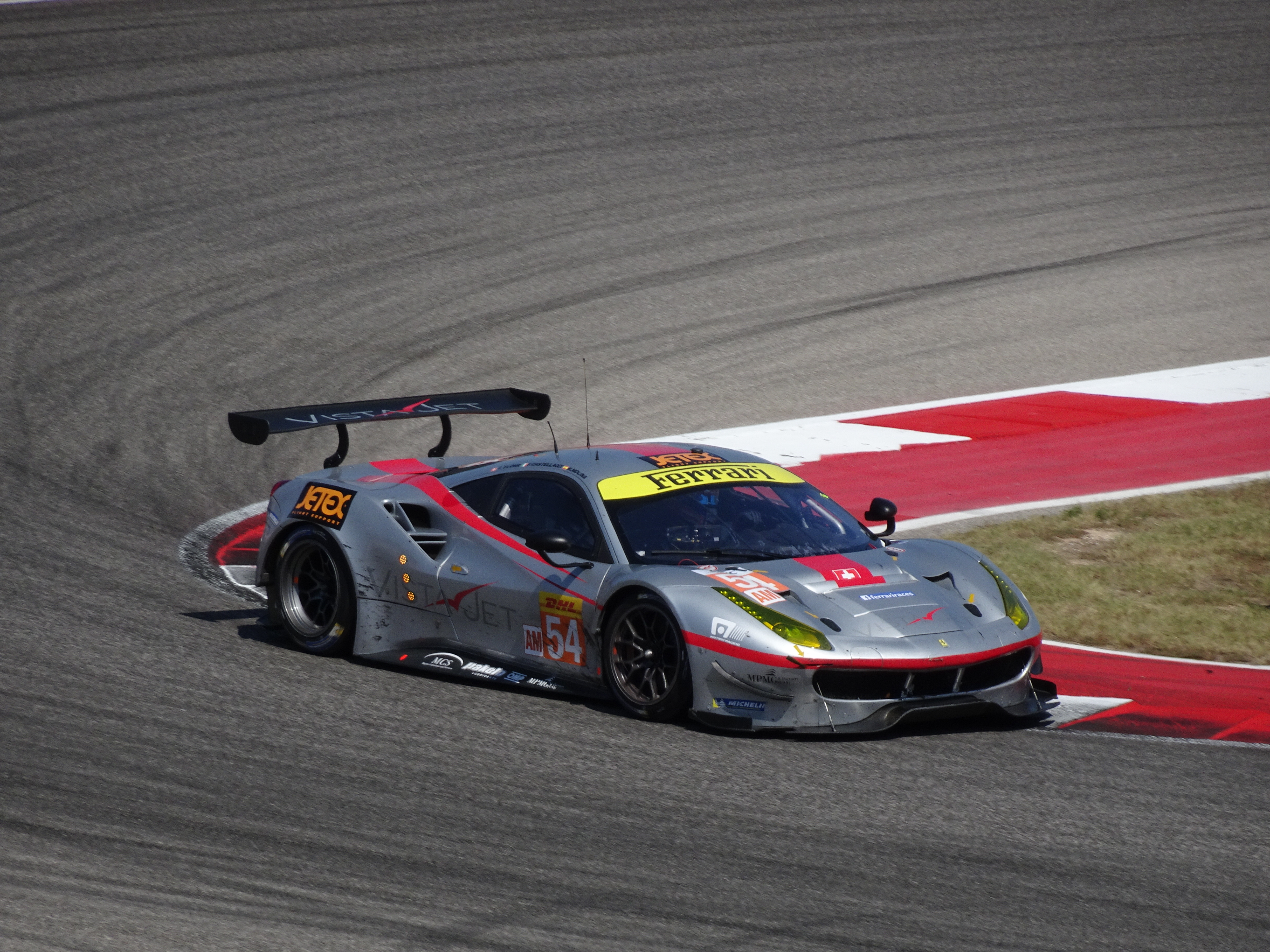
Francesco Castellacci tijdens de 6 uur van het Circuit of the Americas in 2017.

In 2017 keerde Castellacci terug naar het WEC, waarin hij in de LMGTE Am-klasse bij AF Corse de auto deelde met Flohr en Miguel Molina. Het trio won de 6 uur van Fuji en eindigde ook in de 6 uur van de Nürburgring, de 6 uur van het Circuit of the Americas en de 6 uur van Bahrein op het podium. Met 109 punten werd Castellacci vierde in het eindklassement.
In het seizoen 2018-2019 kregen Castellacci en Flohr een nieuwe teamgenoot in Giancarlo Fisichella. Zij behaalden podiumplaatsen in de 24 uur van Le Mans en de 1000 mijl van Sebring, waardoor zij met 99 punten opnieuw vierde in de eindstand werden. In het seizoen 2019-2020 zakten de resultaten van het trio ietwat in, met een vierde plaats in de seizoensfinale, de 8 uur van Bahrein, als beste resultaat.
In 2021 begon Castellacci het seizoen in de Asian Le Mans Series bij AF Corse, waar hij opnieuw de auto met Flohr en Fisichella deelde. Twee elfde plaatsen op het Dubai Autodrome en het Yas Marina Circuit waren zijn beste race-uitslagen. Vervolgens keerde hij terug naar het WEC, waar een zevende plaats in de 8 uur van Portimão zijn beste resultaat was. Met 17 punten werd hij vijftiende in het eindklassement.
In 2022 reed Castellacci met Flohr en Nick Cassidy bij AF Corse in het WEC. Drie negende plaatsen in de 6 uur van Spa-Francorchamps, de 24 uur van Le Mans en de 6 uur van Fuji waren zijn beste resultaten, waardoor hij met 8 punten op plaats 22 in het klassement eindigde. In 2023 werd Cassidy vervangen door Davide Rigon. Het trio won dat jaar de 6 uur van Fuji.